# بيدوم
بيدوم Bedum  مدينة وبلدية هولندية بمقاطعة خرونينجن.

## طوبوغرافيا
خريطة طوبوغرافية هولندية لبلدية بيدوم، يونيو 2015، (تقرأ بعد ثلاث نقرات على الخريطة)

## توأمة
لبيدوم اتفاقيات توأمة مع:
- بايتس

## أعلام
- لورنس تين دام
- آريين روبن